# Steinheuterode
Steinheuterode est une commune allemande située dans l'arrondissement d'Eichsfeld en Thuringe.

## Géographie

Situation de la commune (en rouge) dans l'arrondissement

Steinheuterode est située dans l'ouest de l'arrondissement dans la vallée de la Leine, sur la rive droite de la rivière. La commune fait partie de la Communauté d'administration d'Uder, elle se trouve à 5 km à l'ouest de Heilbad Heiligenstadt, le chef-lieu de l'arrondissement.

## Histoire
La première mention écrite du village date de 1228 sous le nom de Hauwerterode.
Steinheuterode a  appartenu à l'Électorat de Mayence jusqu'en 1802, puis au royaume de Westphalie de 1802 à 1807 et à son incorporation à la province de Saxe dans le royaume de Prusse (gouvernement d'Erfurt, cercle de Heiligenstadt). 
Le village fut inclus dans la zone d'occupation soviétique après la Seconde Guerre mondiale avant de rejoindre le district d'Erfurt en RDA jusqu'en 1990.

## Démographie
| 1910 | 1933 | 1939 | 1995 | 2000 | 2005 | 2010 |
| ---- | ---- | ---- | ---- | ---- | ---- | ---- |
| 123  | 164  | 151  | 250  | 299  | 290  | 256  |